# Dragica Lapornik
Dragica Lapornik (28 de noviembre de 1952) es una deportista eslovena que compitió en atletismo adaptado. Ganó dos medallas en los Juegos Paralímpicos de Verano, bronce en Barcelona 1992 y bronce en Sídney 2000.

## Palmarés internacional
| Juegos Paralímpicos | Juegos Paralímpicos | Juegos Paralímpicos | Juegos Paralímpicos |
| Año                 | Lugar               | Medalla             | Prueba              |
| ------------------- | ------------------- | ------------------- | ------------------- |
| 1992                | Barcelona (España)  | Medalla de bronce   | Peso THW5           |
| 2000                | Sídney (Australia)  | Medalla de bronce   | Peso F55            |